# Великополски национален парк
Великополски национален парк (на полски: Wielkopolski Park Narodowy) е един от 23-те национални парка в Полша, част от територията на Великополско войводство. Разположен е край река Варта, на 15 километра южно от град Познан. Парковата администрация се намира в Йежьори, част на град Мошина.
Създаден е на 16 април 1957 година, с наредба на Министерския съвет. Първначално територията му е 9 600 хектара, от които около 5 100 хектара се управляват от парковата администрация. През 1996 година площта му е увеличена до 7 619,82 хектара и е създадена буферна зона около него с площ 15 003 хектара. Впоследствие от парка са извадени застроените терени на градовете Пушчиково, Мошина и Стеншев. Днес парковата територия е 7 884 хектара, с буферна зона 14 840 хектара.

## Фотогалерия
- Езеро „Кочьо̀лек“
- Строго охранявана територия „Надварчянски разливи“
- Езеро „Ярославѐцке“
- Стадо елени при село Тшѐбав
- Варта